# Auftriebshilfe

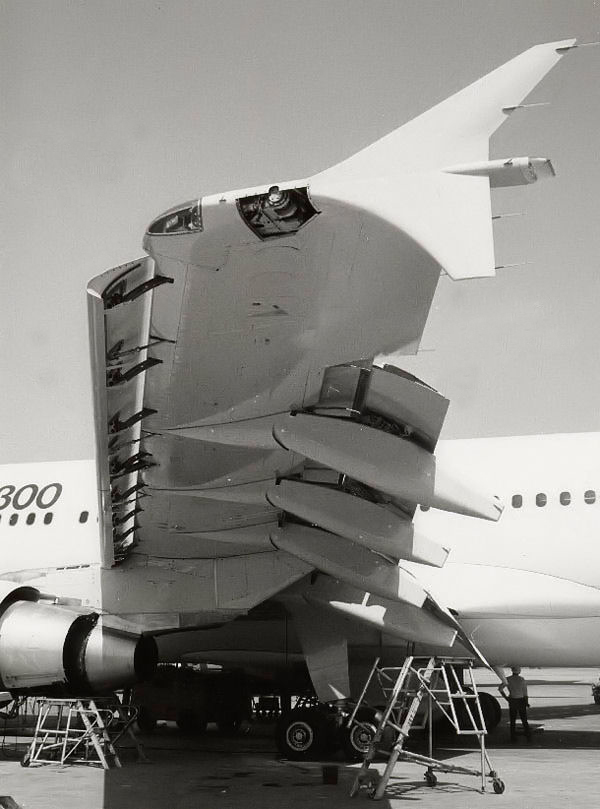
Voll ausgefahrene Slats und Flaps (Landeklappen) eines Airbus A310

Eine Auftriebshilfe ist eine Vorrichtung an den Tragflächen eines Flugzeuges, die dazu dient, in bestimmten Flugsituationen deren Auftriebsbeiwert zu vergrößern. Durch den Einsatz von Auftriebshilfen werden Flugzeuge bereits bei geringeren Geschwindigkeiten flugfähig, was insbesondere Start und Landung vereinfacht; zudem bewirken sie eine Erhöhung des Luftwiderstands, wie sie oft während der Landephase benötigt wird.

## Einsatz

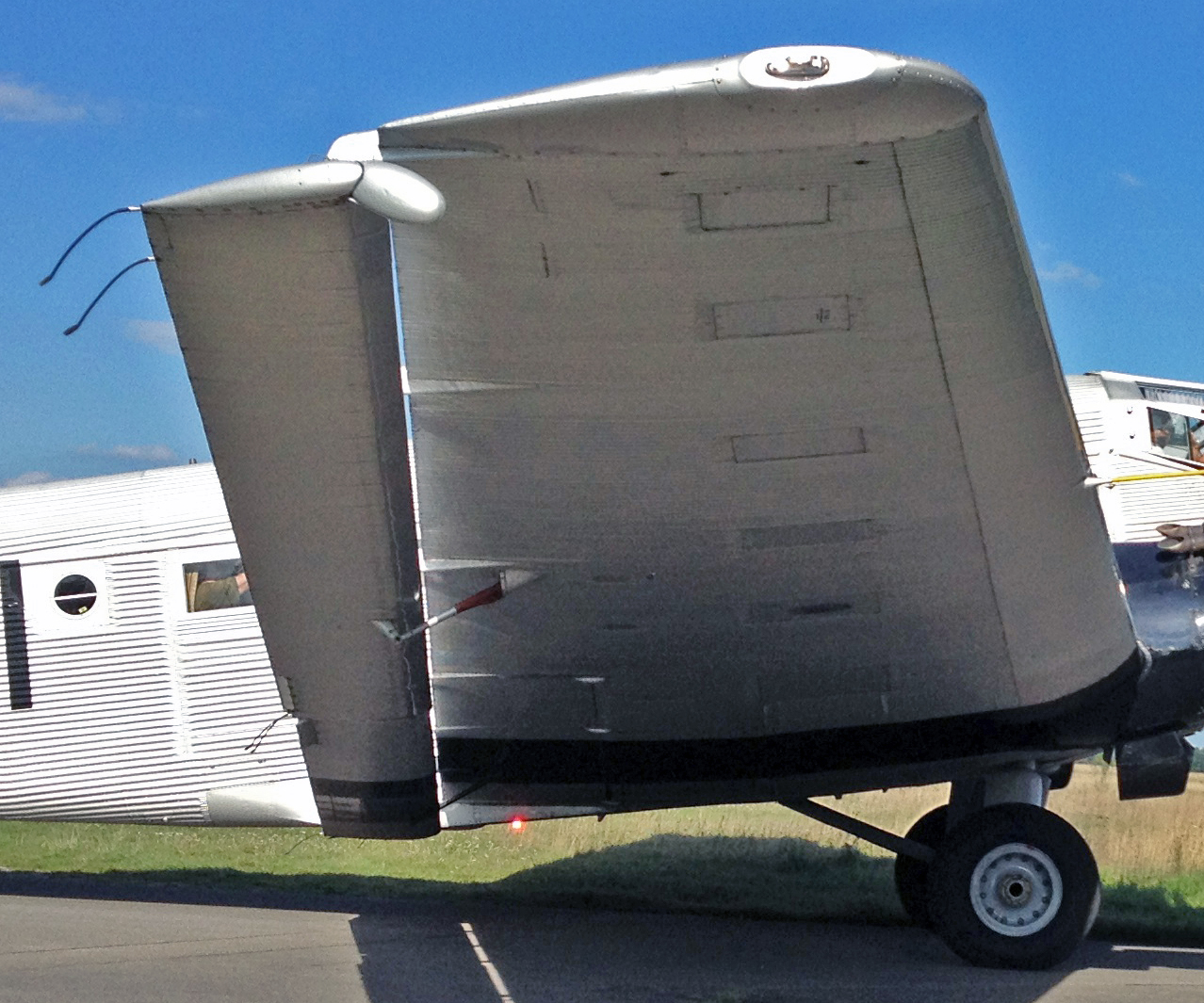
Vorläufer moderner Auftriebshilfen waren Doppelflügel mit einem Luftschlitz zwischen Tragfläche und Hilfsflügel,
hier bei einer Ju 52

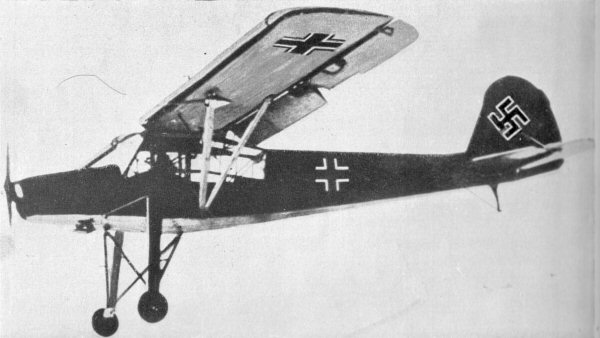
Fieseler Storch im Langsamflug mit Slats, Schlitzlandeklappen und abgesenkten Querrudern

Der Unterschied zwischen Reisefluggeschwindigkeit und der Start- bzw. Landegeschwindigkeit war in der frühen Zivilluftfahrt gering, so dass keine Auftriebshilfen nötig waren. Trotzdem wurden einfache Klappensysteme konstruiert, um beispielsweise die Sicht bei der Landung zu verbessern, oder auch, um den Gleitpfad besser kontrollieren zu können.
Mit der Entwicklung schnellerer Luftfahrzeuge ergaben sich Probleme beim Start und bei der Landung. Die als Pfeilflügel für hohe Reisegeschwindigkeiten konstruierten Flügel mit hoher Flächenbelastung sind für hohe Geschwindigkeiten optimal, erzeugen aber bei niedrigen Geschwindigkeiten nicht genug Auftrieb, so dass extrem hohe und damit riskante Start- und Landegeschwindigkeiten und entsprechend lange und zudem sehr ebene Rollbahnen notwendig geworden wären. Um das zu vermeiden, wurde stattdessen das Flügelprofil durch ausfahrbare Auftriebshilfen in den Langsamflugphasen verändert.

## Geschichte

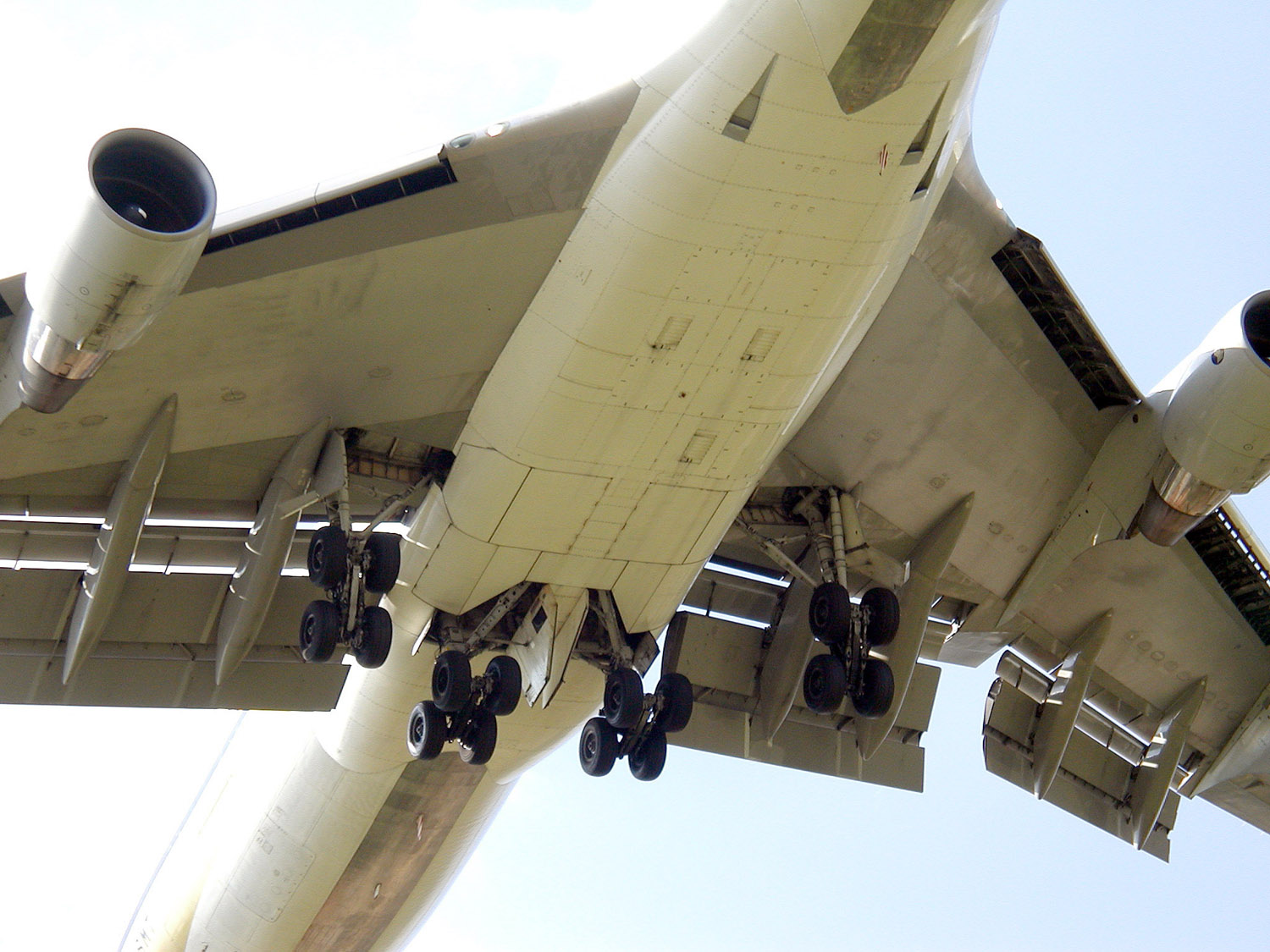
Boeing 747 mit ausgefahrenen Krügerklappen (innen ungeschlitzt, außen geschlitzte Ausführung) und Dreifachschlitz-Fowlerklappen

Das erste Flugzeug, das über Hochauftriebshilfen über die gesamte Spannweite sowohl an der Flügelvorderkante als auch an der Flügelhinterkante verfügte, war der Fieseler Storch. Auftriebshilfen werden insbesondere bei Start und Landung, seltener auch im Steigflug und beim Manövrieren eines Flugzeugs benutzt. Nur in seltenen Fällen (siehe Douglas DC-8) werden sie auch während des Reisefluges eingesetzt. Ziel der Anwendung von Auftriebshilfen ist, vor allem während des Startvorgangs den Auftrieb zu erhöhen, um eine Verkürzung der erforderlichen Startbahnlänge zu erreichen. Nachteile sind dabei ein reduzierter Steigwinkel, da der Luftwiderstand leicht erhöht wird. Während der Landephase sind die Auftriebshilfen im Sinkflug doppelt nützlich, da sie nicht nur Auftrieb erzeugen, sondern zudem durch den hohen Luftwiderstand effektiv die Geschwindigkeit verringern. So ergibt sich ein praktikabler Gleitwinkel und eine reduzierte Landebahnlänge. Hochauftriebshilfen ermöglichen es STOL-Flugzeugen, auf sehr kurzen Strecken starten und landen zu können.
Der zulässige Geschwindigkeitsbereich mit ausgefahrenen Klappen ist auf dem Fahrtmesser mit einem weißen Bogen gekennzeichnet.

## Arten von Auftriebshilfen
Auftriebshilfen unterscheiden sich in ihrem Aufbau und der Position an der Tragfläche. Auftriebshilfen wirken entweder auf die Flügelwölbung, die Flügelfläche, auf die Grenzschicht der Luftströmung um eine Tragfläche oder durch Umlenkung des Triebwerksstrahls.
Grundsätzlich wird zwischen zwei Arten von Auftriebshilfen unterschieden:
- Tragflächenhinterkantenklappen
- Tragflächenvorderkantenklappen

### Auftriebshilfen an der Flügelvorderkante

#### Krügerklappe

Schema der Krügerklappe

Die Krügerklappe ist eine relativ einfache Einrichtung, die sowohl die Flügelwölbung als auch die Flügelfläche verändert, sodass die Strömungsabrissgeschwindigkeit verringert und zugleich der maximale Auftriebsbeiwert erhöht wird.
Hierbei wird zwischen einer einfachen Krügerklappe (Krüger Flap) und einer Krügerklappe mit Spalt (Vented Krüger Flap) unterschieden.

#### Vorflügel

Schema eines Vorflügels

Der Vorflügel (engl. slat) ist ein ausfahrbarer oder starrer kleiner Flügel, der sich an der Vorderkante der Tragfläche befindet. Durch den Spalt zwischen Vor- und Hauptflügel kann Luft von der Unterseite auf die Oberseite des Flügels strömen, dadurch wird ein Strömungsabriss bei hohen Anstellwinkeln verhindert. Ist er beweglich ausgeführt, vergrößert sich gleichzeitig die wirksame Flügelfläche.
Einige Flugzeuge verfügen über Vorflügel, die sich aufgrund der auf sie wirkenden aerodynamischen Kräfte selbsttätig ein- und ausfahren, wie es die Situation erfordert (z. B. Messerschmitt Bf 108 oder Morane MS 880 Rallye).
Es gibt zwei Arten von Vorflügeln. Der erste ist ein Vorflügel mit Spalt (Slat) und die zweite Art ein Vorflügel ohne Spalt (sealed Slat).

#### Kippnase

Prinzip der Kippnase

Bei der Kippnase (engl. Droop Leading Edge Flap oder Droop Nose) wird die komplette Flügelnase nach unten abgewinkelt. Dadurch erhöht sich die Flügelwölbung, z. B. Northrop F-5.
Beim Airbus A380 wurde dieser Ansatz als sogenannte Droop-Nose Device am Innenflügel realisiert, während der Außenflügel mit gewöhnlichen Slats ausgestattet wurde.

### Auftriebshilfen an der Flügelhinterkante
Diese Auftriebshilfen werden umgangssprachlich als Landeklappen bezeichnet, obwohl sie auch beim Start eingesetzt werden. Fachsprachlich heißen sie zusammenfassend einfach Klappen (engl. flap, Plural flaps).

#### Wölbklappe

Prinzip der einfachen Landeklappe (Wölbklappe)

Eine Wölbklappe (engl. plain flap) ist die einfachste Form der Auftriebshilfe: Das hintere Ende der Tragfläche ist schwenkbar gestaltet. Klappen werden normalerweise an beiden Tragflächen im gleichen Winkel ausgefahren. Wenn sie jedoch mit dem Querruder (engl. aileron) gekoppelt sind, spricht man vom Flaperon, wie etwa bei der F-16 Fighting Falcon verwendet. Bei einigen Flugzeugen werden beim Ausfahren der Klappen auch die Querruder gleichsinnig abgesenkt (z. B. Dornier Do 27, Messerschmitt Bf 109 E oder McDonnell Douglas F/A-18).
Bei Segelflugzeugen wird die Gleitleistung durch die Stellung der Wölbklappen zwischen der positiven Landestellung und der negativen Schnellflugstellung optimiert. Die Querruder können mit den Wölbklappen gekoppelt sein; sie sind in diesem Fall in die Wölbung mit einbezogen. Durch Vergrößerung der Wölbung werden der Auftrieb, aber auch der Widerstand erhöht. Beim Schnellflug wird die Wölbung auf Null Grad, unter Umständen sogar auf eine negative Stellung (−8°) zurückgenommen und damit der Widerstand verringert. Als Landehilfe wird die Wölbklappe steil (bis 90°) nach unten ausgefahren. Das hat einen höheren Auftrieb und durch die vergrößerte Anblasfläche eine starke Widerstandserhöhung zur Folge, der Gleitflug wird steil. Segelflugzeuge der offenen- und Rennklasse verfügen in der Regel über Querruder und Wölbklappen, die über die komplette Spannweite reichen. Durch mechanische Mischer werden die Steuerknüppelbewegungen für Steuerbefehle um die Längsachse (Rollen) mit dem Hebel für die Wölbklappenstellung gemischt. Eine Sonderform hierbei ist die „Butterfly“-Stellung, in der die Wölbklappen positiv und die Querruder negativ (nach oben) ausschlagen (Beispiel Schleicher ASW 20). Hierdurch entsteht maximaler Widerstand bei gleichzeitig voller Steuerbarkeit um die Längsachse, was relativ steile Landeanflüge ermöglicht.
Bei Kunstflugzeugen können die Klappen gegensinnig mit dem Höhenruder ausgeschlagen werden (z. B. die Gegenklappen des Hirth Acrostar).

#### Spaltklappe

Spaltklappe

Die Spaltklappe (engl. slotted Flap) wird wie die Wölbklappe nach unten geklappt. Gleichzeitig gibt diese Bewegung jedoch einen Luftspalt frei, der Luft auf die Oberseite des Tragflügels strömen lässt und so einen Strömungsabriss verhindert. Spaltklappen können so aufgebaut sein, dass sie bis zu drei Spalten freigeben.

#### Fowlerklappe

Fowlerklappe

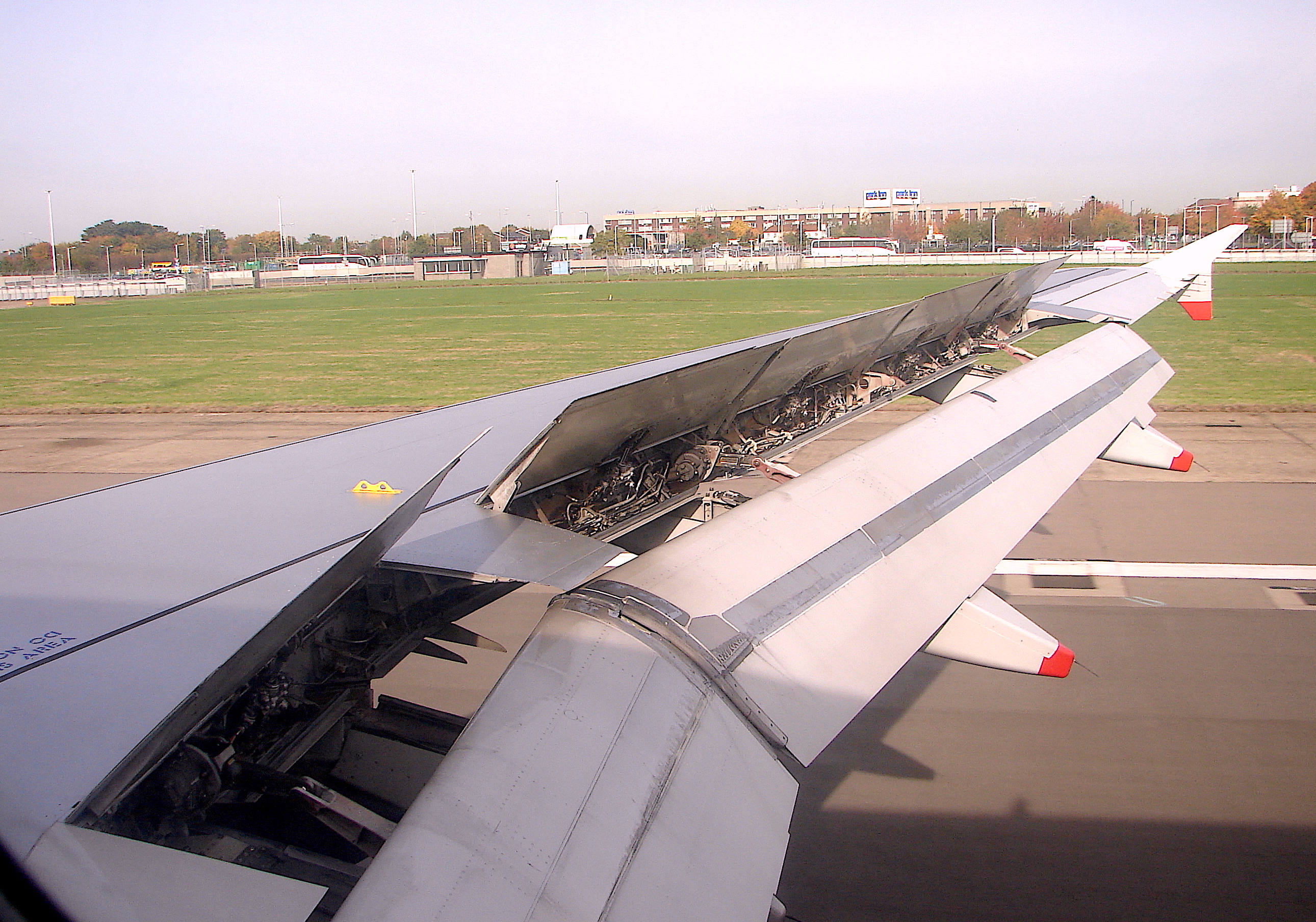
Brems- und Fowlerklappen eines A320

Bei der Fowlerklappe handelt es sich um eine Klappe, die unterhalb der Tragflügelhinterkante nach hinten gefahren und angestellt wird. Dadurch wird wie bei der Spaltklappe ein Luftspalt zwischen Oberseite des Flügels und Unterseite frei, zusätzlich zur Tragflächenwölbung vergrößert sich auch die Flügelfläche.
Als sogenannte Einspaltklappe sind sie zum Beispiel an allen Airbus-Flugzeugen (außer der A321 und der A400M), so auch der A380, vertreten. Die A321 besitzt ein Doppelspalt-Hochauftriebssystem. Auch sind Fowlerklappen so ausgeführt worden, dass sie bis zu drei Spalte freigeben (auch als Fowler-System bezeichnet). Sie werden beispielsweise an den Boeing-Modellen B727, B737 und B747 sowie der Tupolew Tu-154B eingesetzt.

#### Spreizklappe

Spreizklappe

Bei der Spreizklappe (englisch Split Flap) wird ein Teil des hinteren Flügelunterteils nach unten geklappt. Beispiele: Focke-Wulf Fw 190, Supermarine Spitfire, Mitsubishi A6M. Die Spreizklappe ist eine Sonderform der Wölbklappe, die im Grundsatz nur dem Motorflug vorbehalten ist. Die Profiloberseite bleibt bei ihrer Betätigung unverändert.

#### Zapklappe
Die Zapklappe ist eine Spreizklappe, deren Vorderkante bei Auslenkung nach hinten gefahren wird. Sie wird etwa bei der Lockheed C-130 verwendet.

#### Junkers-Doppelflügel

Prinzip des Junkers-Doppelflügels

Beim Junkers-Doppelflügel ist die Klappe als eigener kleiner Flügel hinter dem eigentlichen Tragflügel ausgeführt. Junkers-Doppelflügel können nicht nur als Auftriebshilfen, sondern auch als Steuerflächen (Querruder) eingesetzt werden (z. B. Junkers Ju 52/3m). Da sie konstruktionsbedingt auch in der Flugstellung einen Luftspalt aufweisen, vergrößern sie einerseits den Luftwiderstand der gesamten Konstruktion, verbessern aber andererseits das Langsamflugverhalten.

### Triebwerksgestützte Hochauftriebssysteme
Durch eine Beeinflussung der Grenzschicht auf einem Tragflügel kann die Abreißgeschwindigkeit verringert und der maximale Anstellwinkel vergrößert werden. Dabei wird entweder ein Teil der Luftströmung auf der Flügelfläche abgesaugt oder durch ein Gebläse Luft auf die Tragflächenoberseite eingeblasen.
Mit dem Absaugen können instabile Geschwindigkeitsprofile stabilisiert werden und somit die Gefahr von Ablöseerscheinungen reduziert werden. Die Grenzschicht wird dazu vor der Ablösestelle abgesaugt, so dass sich eine neue energiereichere Grenzschicht ausbilden kann. Nachteil ist hierbei die Zunahme des Reibungswiderstandes.
Durch Ausblasen wird der Grenzschicht Energie zugeführt. Durch die energiereichere Grenzschicht an der Vorderkante zum Beispiel können höhere Anstellwinkel geflogen werden. Bei der Ausblasung an der Hinterkante wird die Gefahr von Ablöseerscheinungen reduziert, sie wirkt ähnlich wie eine Hinterkantenklappe.

## Steuerung und Antrieb
Auftriebshilfen an der Flügelvorderkante arbeiten zum Teil automatisch in Abhängigkeit vom Anstellwinkel und der Fluggeschwindigkeit. Sonstige Auftriebshilfen werden vom Piloten oder der Fly-by-wire-Steuerung gezielt eingesetzt oder sind zwingender Teil des Landeverfahrens.
Der Antrieb von Landeklappen erfolgt manuell, hydraulisch, pneumatisch oder elektrisch.
Oberhalb einer bestimmten Geschwindigkeit können Landeklappen typischerweise nicht mehr ausgefahren werden, weil die Leistung des Stellantriebs nicht ausreicht, die aerodynamischen Kräfte zu überwinden. Bei noch höheren Geschwindigkeiten, die auch vom augenblicklichen Ausfahrwinkel der Landeklappen abhängen, drohen sogar Beschädigungen der Klappen. Einige Flugzeuge verfügen daher über Landeklappen, die durch die aerodynamischen Kräfte bei zunehmender Geschwindigkeit automatisch eingefahren werden (z. B. Grumman F4F).

## Anstellwinkel und Auftriebsschwerpunkt
Mit ausgefahrenen Landeklappen erhöht sich der Anstellwinkel α (Angle of Attack, AoA) des Flügels gegenüber dem eingefahrenen Zustand (flaps up). Dieses bewirkt zusammen mit der erhöhten Flügeltiefe eine deutliche Vergrößerung des Auftriebs.
|  |  |

Der Auftriebsschwerpunkt (center of lift) verschiebt sich bei ausgefahrenen Klappen nach hinten. Das Flugzeug wird dadurch kopflastig und muss deshalb (bei vielen Flugzeugen) nachgetrimmt werden (hecklastig trimmen).

## Auftrieb und Luftwiderstand
Beim stufenweisen Ausfahren der Landeklappen erhöhen sich Auftrieb und Luftwiderstand des Flügels. Das geschieht jedoch nicht linear für beide Werte. Während sich bei leicht ausgefahrenen Klappen (die ersten Klappenstellungen, die ersten 50 % beim Ausfahren) besonders der aerodynamische Auftrieb erhöht und der Luftwiderstand nur minimal ansteigt, nimmt bei stark ausgefahrenen Klappen (die letzten Klappenstellungen, die letzten 50 % beim Ausfahren) der Auftrieb nur noch minimal zu, während der Luftwiderstand sehr stark zunimmt.
Deshalb werden für den Start und den Anflug die Klappen für die Auftriebserhöhung nur gering ausgefahren, während für den Endanflug die Klappen zwecks starker Erhöhung des Luftwiderstandes meist voll ausgefahren werden. Die Landung mit voll ausgefahrenen Klappen ermöglicht einen steileren Anflug, eine schnellere Reduzierung der Fluggeschwindigkeit (ein großes Flugzeug mit einigen hundert Tonnen träger Masse reduziert die Fluggeschwindigkeit nur sehr langsam) und eine kürzere Ausrollstrecke.